# Ameiva praesignis
Espèce
Synonymes
- Cnemidophorus praesignis Baird & Girard, 1852
- Cnemidophorus maculatus Fischer, 1878
- Ameiva ameiva maculata Barbour & Noble, 1915
- Ameiva ameiva praesignis (Baird & Girard, 1852)
- Ameiva ameiva vogli Müller, 1929
- Ameiva ameiva ornata Müller & Hellmich, 1940
- Ameiva ameiva fischeri  Peters & Donoso-Barros, 1970

Ameiva praesignis est une espèce de sauriens de la famille des Teiidae.

## Répartition
Cette espèce se rencontre :
- dans le Sud-Ouest du Costa Rica ;
- au Panama ;
- au Venezuela ;
- en Colombie.

Elle a été introduite en Floride aux États-Unis.

## Publication originale
- Baird & Girard, 1852 : Characteristics of some new reptiles in the Museum of the Smithsonian Institution, part 2. Proceedings of the Academy of Natural Sciences of Philadelphia, vol. 6, p. 125-129 (texte intégral).